# (5887) Яуза
(5887) Яуза (лат. Yauza) — типичный астероид главного пояса, открыт 24 сентября 1976 года советским астрономом Николаем Черных в Крымской астрофизической обсерватории и 20 июня 1997 года назван в честь реки Яуза.

## Обнаружение и именование
(5887) Яуза
Открыт 24 сентября 1976 года в Научном Н. С. Черных.
Названа в честь одной из небольших московских рек. Между местом её впадения в Москву-реку и устьем Неглинки находились первые постройки древнего московского поселения.
Оригинальный текст (англ.)5887 Yauza
Discovered 1976-09-24 by Chernykh, N. S. at Nauchnyj.
Named for one of Moscow's little rivers. Between the place where it flows into Moscow river and the mouth of the Neglinka was the site of the first buildings of the ancient settlement of Moscow.
Источники: DISCOVERY.DB; M.P.C. 30098.

## Орбита

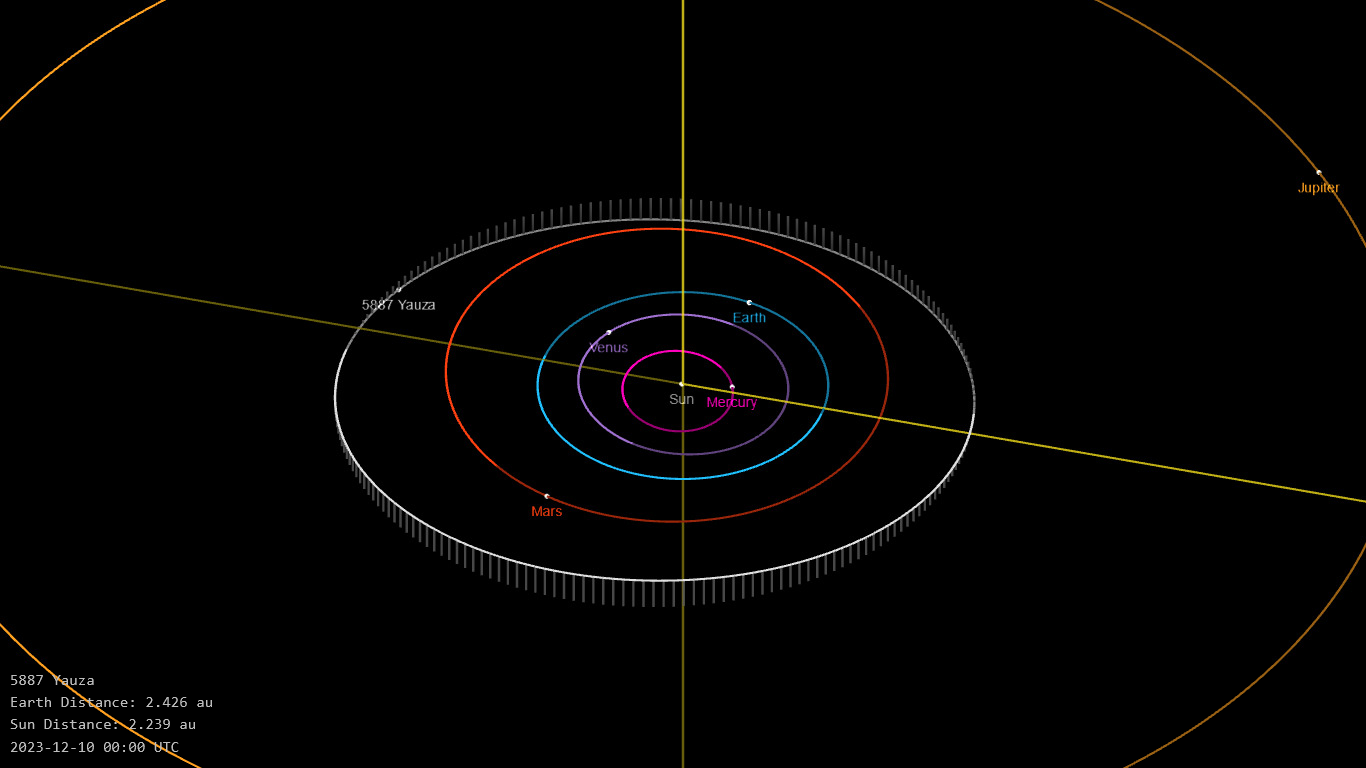
Орбита астероида Яуза и его положение в Солнечной системе

## Физические характеристики
Астероид относится к таксономическому классу S.
По результатам наблюдений в видимом и ближнем инфракрасном диапазоне космического телескопа NEOWISE диаметр астероида сначала оценивался равным 5,849±0,057 км, позже — 5,53±1,38 км и 5,383±0,091 км.
Согласно тем же источникам альбедо оценивается как 0,1714±0,0303, 0,20±0,11 и 0,228±0,017.